# Oluf Olsson
Oluf Olsson (født 30. maj 1873 i København, død 25. juni 1947 smst.) var en dansk gymnast, som deltog i de olympiske mellemlege 1906 samt OL 1908 og 1912. 

## Gymnastikkarriere
Ved de olympiske mellemlege 1906 i Athen var Olsson med på 18 mandsholdet, der blev nummer to i holdgymnastik. To år senere bestod holdet af 20 mand, der endte på fjerdepladsen i samme disciplin, mens han i 1912 ligeledes på et 20 mandshold var med til at vinde bronze i holdgymnastik efter frit system. Ved legene i 1906 med seks deltagende hold vandt Norge med 19,00 point, Danmark fik 18,00 point, mens det italienske hold fra Pistoja/Firenze på tredjepladsen fik 16,71 point. Ved legene i 1908 i London var der otte deltagende hold, og her sluttede Sverige, Norge og Finland foran Danmark. Det danske hold kæmpede i 1912 i Stockholm med fire andre om placeringerne, og her vandt Norge med 22,85 point foran Finland med 21,85 og Danmarks 21,25.